# Riaño (kommun)
Riaño är en kommun i Spanien.   Den ligger i provinsen Provincia de León och regionen Kastilien och Leon, i den norra delen av landet, 300 km norr om huvudstaden Madrid. Antalet invånare är 512. Arean är 98 kvadratkilometer. Riaño gränsar till Crémenes, Acebedo, Burón, Boca de Huérgano och Prioro. 
Terrängen i Riaño är huvudsakligen kuperad.